# 月電工業
月電工業株式会社（つきでんこうぎょう）は、通信装置の基盤製造、産業機器の基盤の実装・組立などを手がける日本の企業。

## 概要
工業製品をクライアントからの受託により開発・製造する企業である。1963年（昭和38年）に個人企業として福島県伊達郡月舘町（現福島県伊達市）に設立され、1969年（昭和44年）に法人化。
1987年（昭和62年）には関連会社をフィリピンに設立し、以降日本国外にも拠点を置いている。主要取引先に日本電気、セガ、日立ビルシステムなど。

## 沿革
出典：
- 1963年（昭和38年） - 11月、個人企業として福島県伊達郡月舘町に開業、トランジスタラジオ用コイルの製造を開始。
- 1966年（昭和41年） - 4月、飯舘村に草野工場を設立。
- 1969年（昭和44年） - 6月、月電工業株式会社に組織変更。
- 1972年（昭和47年） - 12月、平田村に平田工場を設立。
- 1978年（昭和53年） - 4月、福島市方木田に福島工場を設立。
- 1982年（昭和57年） - 5月、船引町に船引工場を設立。
- 1985年（昭和60年） - 1月、本社を福島工場に移転。
- 1987年（昭和62年） - 6月、月電エレクトロニクス フィリピン社を設立。
- 1988年（昭和63年）
  - 1月、福島市飯坂町平野に平野工場を設立。
  - 7月、フィリピン・ケソン市に工場を設立。
- 1989年（平成元年） - 5月、月電香港有限公司を設立。
- 1990年（平成2年） - 5月、月電グローバル ソリューションズ社を設立。
- 1993年（平成5年） - 8月、フィリピン・ルソン島のラグナ州に工場を設立。
- 1996年（平成8年） - 4月、船引第二工場を設立。
- 1997年（平成9年） - 9月、本社事務所を移転。
- 1998年（平成10年） - 4月、船引第一工場を船引第二工場へ統合。
- 2000年（平成12年） - 9月、月舘工場を新築移転。
- 2001年（平成13年） - 7月、草野工場を新築移転。
- 2004年（平成16年） - 7月、月電グローバル コーポレートサービス社を設立。
- 2007年（平成19年）
  - 1月、福島市上名倉工業団地に上名倉工場を設立。
  - 3月、キャリアパワー プロフェッショナル マネージメントサービス社を設立。
- 2008年（平成20年）
  - 1月、上名倉工場の名称をさくら工場へ変更。
  - 11月、月電電子東莞有限公司を設立（2011年8月に事業譲渡）。
- 2009年（平成21年）
  - 2月、平野工場を月舘工場へ統合。
  - 8月 - 草野工場を月舘工場へ統合。
- 2014年（平成26年） - 4月、月電エレクトリック インダストリーズ フィリピン社を設立。

## 国内関連会社
出典：
- 月電ソフトウェア株式会社（福島県福島市太平寺字沖高68）
- 月電エステート株式会社（福島県福島市方木田字上仲田18-1）
- 半沢有限会社（福島県福島市方木田字吉ノ内55-1）

## 競馬とのかかわり

半沢の勝負服

関連会社の半沢有限会社は、日本中央競馬会（JRA）および地方競馬全国協会（NAR）に登録する馬主として知られている。現在の代表者は月電工業代表取締役社長の半澤一磨。
月電工業の設立者である半沢吉四郎（はんざわ きちしろう、1934年7月4日 - 1985年7月10日）と、その双子の弟である半沢信彌（はんざわ のぶや、1934年7月4日 - 2017年7月5日）は兄弟そろっての馬主として知られる。吉四郎は追い込み馬を好み、学生時代から福島競馬場へ観戦に訪れていたという。その後馬主となり、七夕賞や福島大賞典など福島開催の重賞を制したダーリングヒメの仔を青森県の諏訪牧場で見初める。その馬は、良さを口では言い表せられないものの、直感で「走る」と感じ、先約のあった調教師・中野吉太郎との交渉を経てようやく所有することがかなった。この馬こそが、のちに1976年の菊花賞を勝つなどの活躍を見せたグリーングラスである。
そんな兄の影響もあり、弟の信彌も1969年頃に個人馬主となる。だが1985年7月10日、兄の吉四郎が心冠不全のため急逝。このことを受け、信彌は自身の馬主登録を「半沢有限会社」の法人名義に変更。また勝負服も、自身の元来の服色「白、青襷、赤袖青一本輪」から、「グリーングラスを忘れちゃいけない」という考えのもと兄が使用していた「白、赤襷、青袖青一本輪」に変更した。信彌は、名義変更以前を含め長らく重賞勝ち馬を所有していなかった。だが、月電工業現代表取締役会長である伊東純一が海外の競り市でモハメド殿下に競り勝って購入した、のちのグラスワンダーが、有馬記念などGⅠ4勝を挙げる大活躍を果たした。なお現在、伊東はかつての信彌と同じ勝負服（白、青襷、赤袖青一本輪）で競走馬を所有する個人馬主であり、福島馬主協会の会長も務めている。

### 主な所有馬
GI競走優勝馬
- グラスワンダー（1997年京王杯3歳ステークス、朝日杯3歳ステークス、1998年有馬記念、1999年京王杯スプリングカップ、宝塚記念、毎日王冠、有馬記念、安田記念2着）

重賞競走優勝馬
斜字は地方重賞。
- グラスワールド（2002年ダービー卿チャレンジトロフィー）
- グラスボンバー（2005年福島記念）
- シルクウィザード（2011年福山スプリントカップ）

その他の所有馬
- グラスグラード（1999年ジュニアカップ）
- グラスエイコウオー（2001年師走ステークス、NHKマイルカップ2着、2003年アメリカジョッキークラブカップ2着）
- グラスポジション（2004年ステイヤーズステークス2着）